# 민물생태계

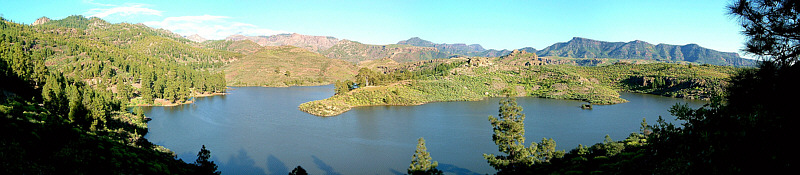
민물생태계

민물생태계 또는 담수생태계(freshwater ecosystem)는 지구의 수생생태계의 하위 집합이다. 여기에는 호수, 못, 강, 하천, 샘, 보그 및 습지가 포함된다. 이는 염분 함량이 더 높은 해양 생태계와 대조될 수 있다. 담수 서식지는 온도, 빛 투과율, 영양분, 식생 등 다양한 요인에 따라 분류될 수 있다. 민물생태계에는 세 가지 기본 유형이 있다: 렌틱(웅덩이, 연못, 호수를 포함하여 느리게 흐르는 물), 로틱(하천 및 강과 같이 빠르게 흐르는 물) 및 습지(토양이 적어도 오랫동안 포화되거나 범람하는 지역) 시간의 일부). 민물생태계에는 세계에 알려진 어종의 41%가 포함되어 있다.
민물생태계는 시간이 지남에 따라 상당한 변화를 겪었으며 이는 생태계의 다양한 특성에 영향을 미쳤다. 민물생태계를 이해하고 모니터링하려는 원래의 시도는 인간 건강에 대한 위협(예: 하수 오염으로 인한 콜레라 발생)으로 인해 촉발되었다. 초기 모니터링은 화학적 지표, 박테리아, 최종적으로 조류, 곰팡이 및 원생동물에 초점을 맞췄다. 새로운 유형의 모니터링에는 다양한 유기체 그룹(대무척추 동물, 거대 식물 및 어류)을 정량화하고 이와 관련된 하천 조건을 측정하는 것이 포함된다.

담수 생물다양성에 대한 위협에는 과잉착취, 수질 오염, 흐름 변형, 서식지 파괴 또는 저하, 외래종의 침입 등이 포함된다. 기후 변화는 수온이 이미 약 1°C 증가했고, 얼음 면적이 크게 감소하여 후속 생태계 스트레스를 야기했기 때문에 이러한 생태계에 더 많은 압력을 가하고 있다.

## 같이 보기
- 생태학
- 민물